# Стуре, Стен Старший
Стен Стуре Старший (швед. Sten Sture den äldre; 1440[…], Швеция — 14 декабря 1503[…], Йёнчёпинг) — регент Швеции с 16 мая 1470 по 18 октября 1497 года (1-й раз), и с ноября 1501 года (2-й раз), который своей деятельностью подготовил окончательное расторжение Кальмарской унии и восстановление шведской государственности.

## Биография
Происходил из феодальной верхушки шведского общества. После смерти Карла Кнутсона (1470 год) был избран регентом Швеции. Опираясь на крестьян и бюргеров, он сохранял своё положение в течение 26 лет вопреки сильной оппозиции государственного совета, тяготевшего к унии. В 1471 году в битве при Брункеберге армия под его командованием разбила армию датского короля Кристиана I.
Много сделал для поднятия благосостояния страны и для просвещения, а также для централизации и укрепления аппарата управления. В 1477 году им был основан университет в Упсале и почти одновременно было введено в стране книгопечатание.
Не будучи в состоянии помешать провозглашению Кальмарской унии в 1483 году, он, однако, оттянул фактическое её возобновление до 1497 года, когда король датский Ганс, призванный шведским государственным советом, разбил под Ротебро шведскую армию и запер самого Стуре в Стокгольме.
Он продолжал, однако, и после того занимать первое место в государстве, примирился с государственным советом, который скоро разочаровался в унии и, когда в 1501 году в стране вспыхнул общий мятеж, был вторично избран регентом.
После смерти был похоронен в кафедральном соборе Стренгнеса.